# Unfinished Business (Johnny Crash)
Unfinished Business è il secondo album in studio dei Johnny Crash, uscito nel 2008 per l'Etichetta discografica Suncity Records.
Le sessioni del disco vennero registrate nei primi anni novanta, ma il disco venne accantonato a causa dello scioglimento del contratto da parte dell'etichetta, e quindi del declino e scioglimento della band.

## Tracce
1. Damnation Alley
2. Monkey See Monkey Do
3. Mama Don't Care (What She Don't See)
4. Renegade
5. In The Groove
6. Rock 'N' Roll Suicide
7. Summer Daze
8. Ditch The Bitch
9. When It Gets Hard
10. Livin' Above The Law
11. No Parole

## Formazione
- Vicki James Wright - voce
- Christopher Stewart - chitarra
- JJ Bolt - chitarra
- Andy Rogers - basso
- Matt Sorum - batteria

### Altri musicisti
- Dizzy Reed - chitarra